# Taktgeber
Unter einem Taktgeber versteht man ein Bauteil, das Impulse in einer bestimmten Frequenz abgibt. Es kann sich dabei sowohl um mechanische, elektrische, als auch elektronische Bauteile oder Baugruppen handeln. Letztere sind unter anderem für Datenverarbeitung und Synchronisation erforderlich. In Rechenwerken sind Taktgeber oft mit einem Steuerwerk kombiniert.
Als mechanische Taktgeber dienen vor allem Schwingungen, wie sie durch Pendel, Federn oder Torsionsstäbe realisiert werden. Für astronomische Uhren ist es das Sekundenpendel, in Armbanduhren die Unruh oder ein Schwingquarz.

## Aufgabe

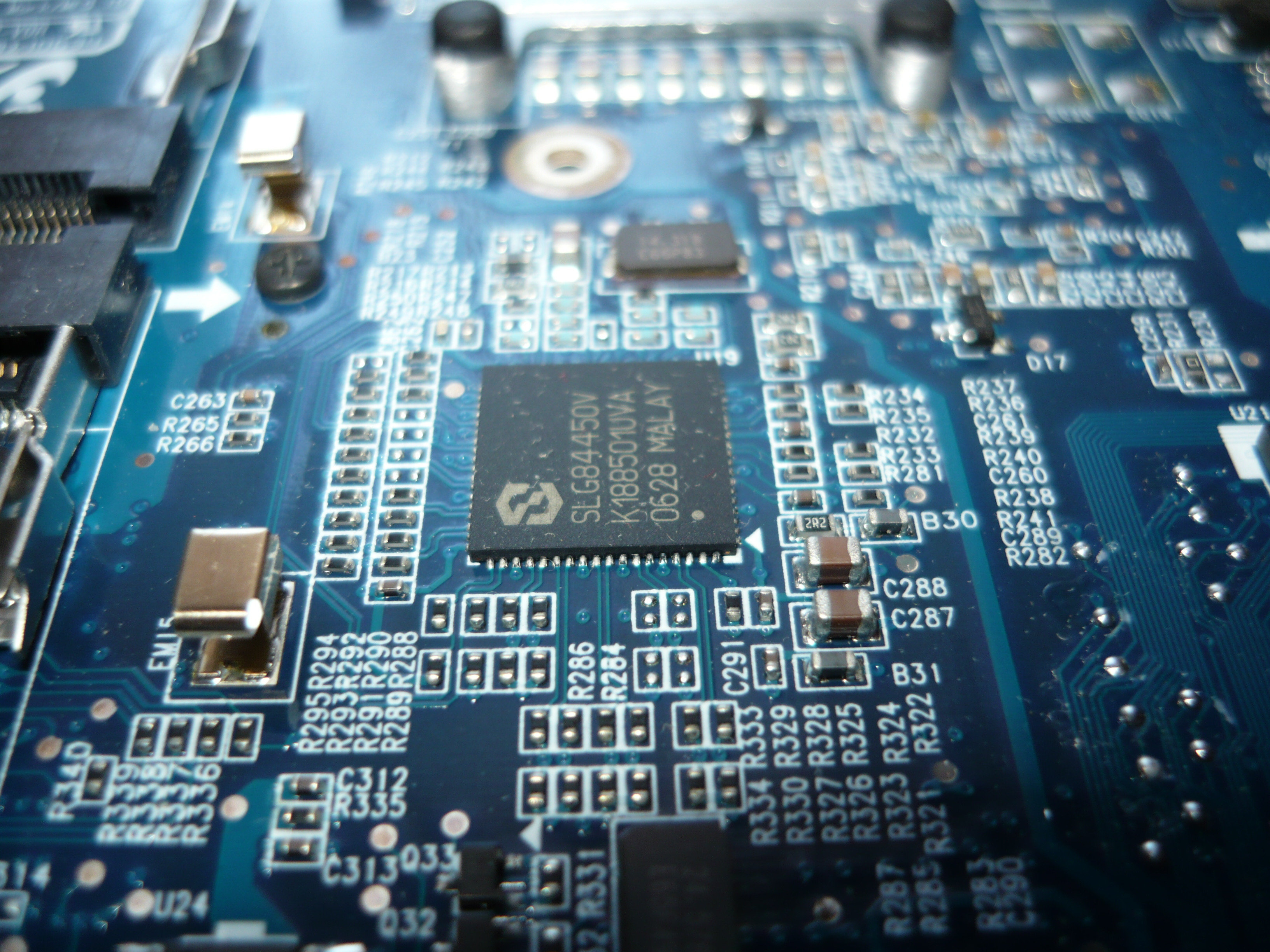
Taktgeber auf einer Leiterplatte (Bildmitte)

Ein Taktgeber taktet in einem elektronischen Rechenwerk wie z. B. einer Additionsschaltung die Rechenschritte. Die Taktfrequenz wird in Hertz angegeben. Bei Prozessoren ist die Taktzahl ein Wert, mit der man die Rechengeschwindigkeit angeben kann, wie zum Beispiel 2000 Hz.

## Aufbau
Der Taktgeber ist oft eine gewöhnliche Kippschaltung, etwa beim Blinkgeber. Der Taktgeber in Uhren, Computern und Kommunikationseinrichtungen ist meist ein Oszillator mit einem Schwingquarz, aus dessen Frequenz per Synthese höhere und niedrigere Frequenzen generiert werden.